# الاحتجاجات اللبنانية 2011
الاحتجاجات اللبنانية 2011: هي حملة من المظاهرات والمسيرات انطلقت يوم 27 شباط/فبراير عام 2011 م متأثرة بموجة الاحتجاجات العارمة التي اندلعت في الوطن العربي مطلع عام 2011 م وبخاصة الثورة التونسية وثورة 25 يناير المصرية اللتين أطاحتا بالرئيس التونسي زين العابدين بن علي والرئيس المصري حسني مبارك. وقاد هذه الاحتجاجات الشبان اللبنانيون للمطالبة بإصلاحات سياسية واقتصادية واجتماعية. كان من الأسباب الرئيسة لهذه الاحتجاجات هو النظام الطائفي الذي يحكم لبنان منذ أكثر من سبعة عقود، فجاءت هذه المظاهرات للمطالبة بنظام علماني مدني ينهي التقسيم الطائفي للبلاد.

## الأسباب

### 1- النظام الطائفي
كان من الأسباب الرئيسة لهذه الاحتجاجات هو النظام الطائفي، حيث أن نظام الحكم اللبناني هو نظام ديمقراطي برلماني توافقي، يقوم على توزيع السلطات على الطوائف، بحيث تكون رئاسة الجمهورية للمسيحيين الموارنة، ورئاسة الوزراء للسنة، أما رئاسة مجلس النواب فهي للشيعة. وهذا النظام ظل يحكم لبنان منذ أكثر من سبعة عقود، منذ أيام الانتداب الفرنسي واستمر حتى بعد جلائه عن لبنان عام 1946 م. وجاءت هذه المظاهرات للمطالبة بنظام علماني مدني ينهي التقسيم الطائفي للبلاد، والذي كان وقوداً الحرب الأهلية اللبنانية التي اندلعت بين عامي 1975 و1990 وأسفرت عن سقوط 150 ألف قتيل، كما اندلعت أعمال عنف طائفية كبرى هددت بانزلاق البلاد مرة أخرى إلى الحرب الأهلية عام 2008. علماً أن لبنان يضم نحو 18 طائفة دينية، ويحكم بنظام يجري فيه تقاسم السلطة للإبقاء على التوازن بين الطوائف الكثيرة في البلاد. (انظر طوائف لبنان).

### 2- الظروف الاقتصادية السيئة
حيث دعا المحتجون لمكافحة الاستغلال الاجتماعي والاقتصادي، ومكافحة البطالة والفقر والتهميش، ورفع الحد الأدنى للأجور، والحد من هجرة الشبان اللبنانيين للخارج. كما دعوا إلى تخفيض أسعار المواد الأساسية، وتخفيض أسعار المحروقات، وتعزيز التعليم الرسمي، وتحقيق مبدأ تكافؤ فرص العمل العامة والخاصة وإلغاء الوساطة والرشاوى، والحق بالمسكن اللائق وتعزيز الضمان الاجتماعي وإقرار ضمان الشيخوخة، وغيرها من المطالب.

### 3- اندلاع موجة الاحتجاجات العربية
اندلعت مطلع عام 2011 م موجة احتجاجات عارمة شملت كثير من الدول العربية، أشعل شرارتها المواطن التونسي محمد البوعزيزي الذي أحرق نفسه احتجاجاً على الأوضاع السيئة في تونس. وكان الشبان هم من يقودون تلك الاحتجاجات العربية خصوصاً عبر مواقع التواصل الاجتماعي على الانترنت كالفيسبوك وتويتر، للمطالبة بإصلاحات سياسية واقتصادية واجتماعية. وحققت تلك الاحتجاجات نجاحات باهرة كالثورة التونسية والثورة المصرية اللتين أطاحتا برئيسي البلدين زين العابدين بن علي وحسني مبارك.

## تسلسل الأحداث
استجاب مئات من اللبنانيين لدعوات عبر شبكات التواصل الاجتماعي بالإنترنت للاحتجاج على الطائفية في البلاد، ورفعوا شعارات تقول «الشعب يريد إسقاط النظام», في إشارة إلى النظام الطائفي. هذا وقد أظهرت صفحة على الفيسبوك أن نحو 2656 شخصا يعتزمون المشاركة في المظاهرات لكن عدة مئات فقط هي التي شاركت يوم الأحد 27/2/2011 م.

### الأحد 27/2/2011 م
تجمع مئات من المتظاهرين بالقرب من المتحف الوطني، على امتداد الخط الأخضر الذي قسم بيروت إلى شطرين أحدهما مسلم والآخر مسيحي خلال الحرب الأهلية التي اندلعت بين عامي 1975 و1990 م، (الخط الأخضر كان أحد خطوط الجبهة خلال الحرب الأهلية). وردد المتظاهرون شعارات منها «الشعب يريد إسقاط النظام» على غرار تلك التي استخدمها المتظاهرون في تونس ومصر، حيث أطاحوا بالرئيسين زين العابدين بن علي وحسني مبارك.
وقد بث المتظاهرون منشورا جاء فيه أنهم يطالبون بدولة علمانية مدنية ديمقراطية تتمتع بالعدالة الاجتماعية والتكافؤ.

### الأحد 6/3/2011 م
تظاهر الآلاف في العاصمة اللبنانية بيروت للمطالبة بإسقاط النظام السياسي الطائفي، تلبية لدعوة نشرت على موقع التواصل الاجتماعي فيسبوك.
وضمت المظاهرة -التي انطلقت من منطقة الدورة شمال بيروت باتجاه شركة كهرباء لبنان- فئات عمرية مختلفة، قدر عددهم بأكثر من عشرة آلاف شخص بينهم شبان وشيوخ وأطفال ونساء.
ويقول المنظمون أن لاختيار شركة الكهرباء قيمة رمزية، نظرا لأن سطوة النظام السياسي الطائفي القائم على اقتسام السلطة بين الطوائف يجعل من التوصل إلى اتفاق على إصلاح القطاع الكهربائي أمرا بالغ الصعوبة.
وفي محاكاة للاحتجاجات التي يشهدها العالم العربي في الآونة الأخيرة، ردد المحتجون ومعظمهم من الشباب، الشعار الذي أصبح الأشهر في المنطقة، وهو «الشعب يريد إسقاط النظام»، كما هتفوا «ثورة ثورة وين ما كان.. هلأ دورك يا لبنان»، للدلالة على الثورات التي شهدها الوطن العربي مؤخرا.
ورفع المتظاهرون لافتات كتب عليها «يا طغاة لبنان دوركم آتٍ لا محالة»، و«الطائفية تضر بالصحة»، و«خبز وعلم وحرية لا للطائفية السياسية»، و«لا للفساد»، و«باطل باطل باطل الطائفية مرض قاتل».
وحملت إحدى المتظاهرات لافتة كتب عليها «لا أستطيع أن أصبح رئيسة للجمهورية لأنني مسلمة»، ووفقا للنظام السياسي الطائفي ينبغي أن ينتمي رئيس الجمهورية اللبنانية إلى الطائفة المارونية المسيحية.

### 13 مارس
ونظمت المظاهرة من قبل تحالف 14 آذار الذي عدة مئات الآلاف من أنصار حضر في ذكرى ثورة الأرز بداية من 6 سنوات في وقت سابق. كان الشعار الرئيسي للمظاهرة تدعو لنزع سلاح حزب الله، وتجديد الدعم للالمثل العليا للثورة.

### الأحد 20/3/2011 م
في تحرك هو الثالث منذ تفجر ثورات شعبية في المنطقة، سار نحو 20,000 شخص من ساحة ساسين في الأشرفية شرقي بيروت إلى مقر وزارة الداخلية مرددين هتافات وحاملين لافتات تطالب بإسقاط النظام السياسي الطائفي، وبإرساء دولة مدنية، ومعلنين دعمهم الثورات التي قامت وتقوم بها شعوب عربية.
ودعت إلى المظاهرة حملة «إسقاط النظام الطائفي في لبنان» المؤلفة من قوى ومجموعات شبابية وناشطين وناشطات وفق ما جاء في البيانات الصادرة عنها.
ومن بين الهتافات التي رُددت في المظاهرة "ثورة ثورة ضد الطائفية", وثورة ثورة وين ما كان.. هلاّ دورك يا لبنان", و"الشعب يريد إسقاط النظام والمحاصصة الطائفية", و"وطن لا مزرعة". كما رددوا "لبنانية..لا إسلام ولا مسيحية", مطالبين أيضا بإرساء دولة مدنية ديمقراطية.
ورفع المتظاهرون مطالب أخرى منها المساواة بين الرجال والنساء، ومنح أبناء المرأة اللبنانية (المتزوجة من أجنبي) الجنسية اللبنانية، وهو ما لا توفره قوانين الجنسية القائمة.
وشارك في المظاهرة التي استمرت نحو ثلاث ساعات أشخاص من مختلف شرائح المجتمع خاصة الطلاب، وواكبتها وحدات من الأمن الداخلي، إلا أنه لم تسجل أي مواجهات.

### 15 مايو
لقى عشرة متظاهرين فلسطينيين على أيدي الجنود الإسرائيليين المؤيدين خلال المسيرات التي تجري في قرية مارون الراس لإحياء يوم النكبة الفلسطينية.

### 17 يونيو

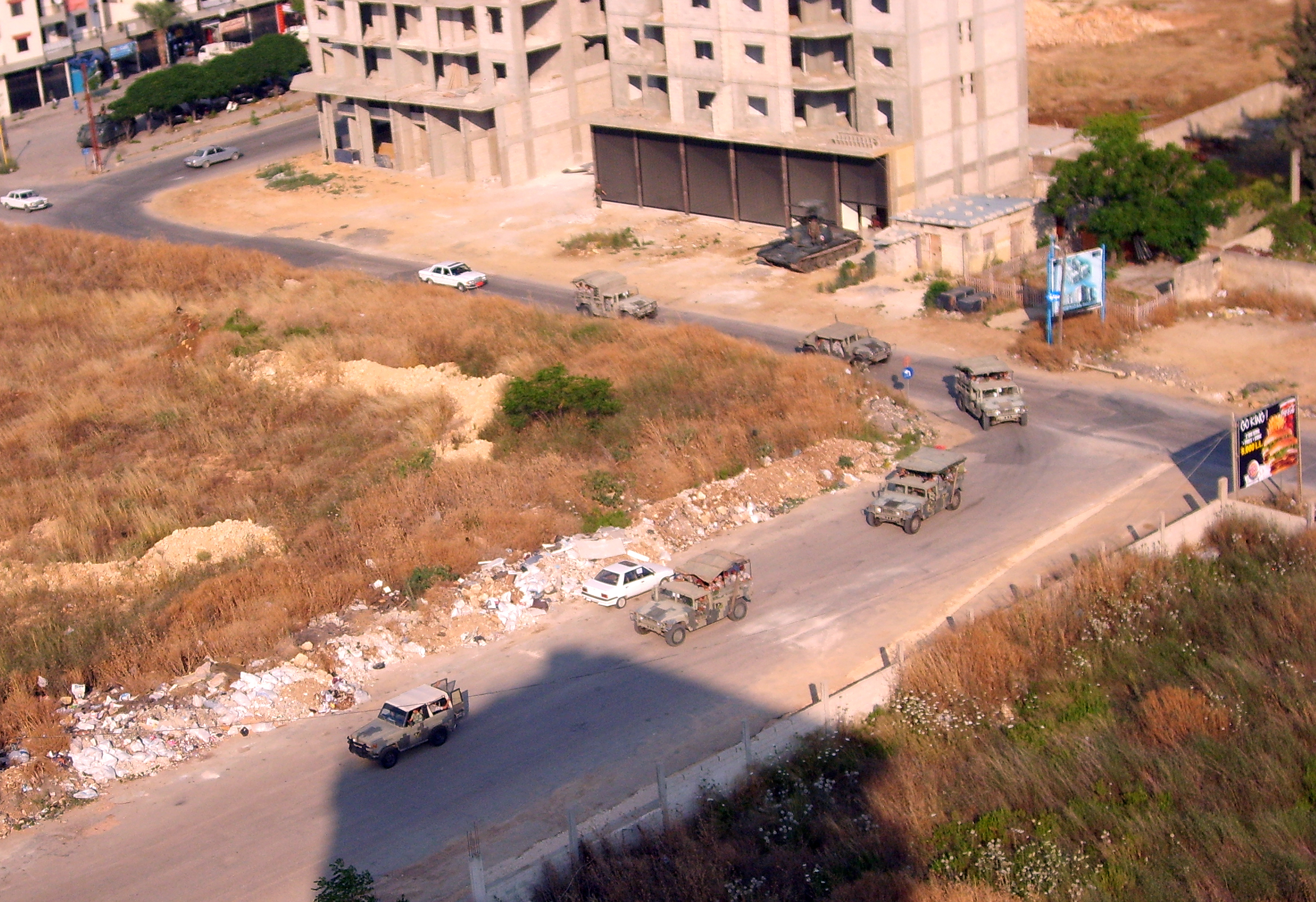
قافلة للجيش اللبناني تقوم بدوريات جبل محسن، بعد أسابيع قليلة من الاشتباكات التي وقعت 2011

وقتل سبعة اشخاص وجرح 59 وفي طرابلس، يوم الجمعة، 17 يونيو حزيران. اندلعت اشتباكات مسلحة في أعقاب اجتماع حاشد لدعم المتظاهرين السوريين. اندلع القتال بين مسلحين المتمركزة في أحياء متنافسة من جبل محسن (العلويين الذين يؤيدون بشكل رئيسي النظام السوري) وباب التبانة (السنية بشكل رئيسي، ودعم الانتفاضة السورية). بين القتلى كان هناك جنديا من الجيش اللبناني ومسؤول من الحزب العربي الديمقراطي العلوية.

### 26 يونيو
في 26 حزيران، تظاهر مئات الأشخاص في اتجاه البرلمان في بيروت للمطالبة نهاية النظام الطائفي في لبنان.

### 12 أكتوبر
ما تعتبر الصحافة المحلية قد يكون أكبر إضراب عام في التاريخ انه كان قد دعا لهذا التاريخ. والعمل العام ويطالب الاتحاد بزيادة الأجور، من بين أمور أخرى. انضمت الحكومة لهذه المطالب،، وكانت المسيرات "المعلقة، ولكن نقابة المعلمين رفضت قبول ذلك، أضرب على أي حال، وشلت نظام التعليم في البلاد.

### 15 ديسمبر
5000 متظاهر ملأت شوارع وسط مدينة بيروت كجزء من إضراب المعلمين، الذي يقال أن تكون تمهيدا لضربة العامة المقررة في الأسبوع التالي.

## امتداد من سوريا
في 5 أكتوبر و 6، غزا الجيش السوري مقتل شخص واحد قبل أن يتراجع مرة أخرى عبر الحدود، مما تسبب في عدم الاستقرار في حكومة ميقاتي.: «أنا لا يجري الصمت حول هذا الموضوع، نحن نتعامل مع هذه القضية بشكل طبيعي»، وقال ميقاتي، مشيرا إلى نفاذية الحدود. وقعت المزيد من عمليات التوغل العسكري السوري على الأراضي اللبنانية في ديسمبر كانون الأول، مما أدى إلى المزيد من الوفيات.